# 斐濟共和國國旗
斐濟國旗是斐濟共和國的法定國旗，於1970年10月10日启用。

## 國旗歷史

斐济国旗的组成部分
组成英国国旗的旗帜
斐济国徽

斐濟國旗是一面石磨天藍色为底色的旗。這面國旗非常類似於在獨立之前使用的斐濟殖民地旗，主要差別是弃用了原先的深藍色底並且顯示整個斐濟的盾徽。
儘管独立后，部分人士要求除去左上角的英國國旗，但在1987年斐濟宣布成立共和國后，國旗依旧沒有改變過。
斐濟總理弗蘭克·姆拜尼馬拉馬在2013年新年講話中提到將會更改斐濟國旗，來「表達全新的民族意識，給自己新的『斐濟人』身份認同，有信心地站在國際舞臺上」，並會將隨着新憲法誕生。新憲法由2006年發起政變的軍事領袖弗蘭克·姆拜尼馬拉馬提出，旨在設立「一人一票」機制，在軍事監督下建立非種族性和世俗化的民主。2013年斐濟共和國已經從貨幣上去除英国君主的頭像并计划在国旗上去除米字旗图案。
但是，斐濟運動員在2016年夏季奧運會贏得该国史上首枚奧運金牌以後，總理弗蘭克·姆拜尼馬拉馬在2016年8月宣佈在可見的將來擱置更換國旗的計劃。
2016年8月17日，姆拜尼馬拉馬公开宣布政府放弃更改国旗的计划。他宣读了一条声明，说：“虽然我个人仍然坚信我们需要用真实的土著表达来代替我们现在和我们未来的旗帜的一些殖民地标志，但自二月以来，政府已经明显意识到，旗帜不应在可预见的将来改变”。 
2016年夏季奥运会上，津巴布韦凭借国旗赢得了历史上首枚奥运金牌，这提升了国旗的受欢迎程度。保留现有国旗的决定受到了反对党的欢迎。

## 其他旗幟
- 總統旗
- 海關旗

## 歷史國旗

### 殖民地时期、共和国时期历代国旗
- 1877—1883
- 1883—1903
- 1903—1908
- 1908—1924
- 1924—1970
- 1970—

### 其他旗帜
| 斐济王国联盟，1865—1867 |
| 斐济王国联盟，1865—1867 |

| 姆巴烏王国国旗，1867—1869 |
| 姆巴烏王国国旗，1867—1869 |

| 劳邦联国旗，1869—1871 |
| 劳邦联国旗，1869—1871 |

| 劳国王旗，1869—1871 |
| 劳国王旗，1869—1871 |

| 斐济王国国旗，1871—1874 |
| 斐济王国国旗，1871—1874 |

| 斐济王国民船旗，1871—1874 |
| 斐济王国民船旗，1871—1874 |

| 斐济国王旗，1871—1874 |
| 斐济国王旗，1871—1874 |

| 斐济总督旗，1877—1883 |
| 斐济总督旗，1877—1883 |

| 斐济总督旗，1883—1903 |
| 斐济总督旗，1883—1903 |

| 斐济总督旗，1903—1908 |
| 斐济总督旗，1903—1908 |

| 斐济总督旗，1908—1970 |
| 斐济总督旗，1908—1970 |

| 斐济总督旗，1970—1987 |
| 斐济总督旗，1970—1987 |

| 斐济海关旗帜，1970—1987 |
| 斐济海关旗帜，1970—1987 |

| 罗图马共和国国旗，1987—1988 |
| 罗图马共和国国旗，1987—1988 |

## 提议的备选国旗草案

### 2005年版本的备选国旗草案
| 拟议的斐济共和国国旗中使用完整的斐济国徽 |
| 拟议的斐济共和国国旗中使用完整的斐济国徽 |

### 2015年提议的备选方案

方案设计 35 号
方案设计 36 号
方案设计 37 号
方案设计 38 号
方案设计 39 号
方案设计 40 号
方案设计 41 号
方案设计 42 号
方案设计 43 号
方案设计 44 号
方案设计 45 号
方案设计 46 号
方案设计 47 号
方案设计 48 号
方案设计 49 号
方案设计 50 号
方案设计 51 号
方案设计 52 号
方案设计 53 号
方案设计 54 号
方案设计 55 号
方案设计 56 号
方案设计 57 号